# Tribute to Lester
Tribute to Lester ist ein Jazzalbum des Art Ensemble of Chicago. Die 2001 entstandenen Aufnahmen erschienen am 1. September 2003 auf ECM Records.

## Hintergrund
Über einen Zeitraum von drei Jahrzehnten fungierte Lester Bowie „als leitender Tonwissenschaftler des AEC“, brachte weltoffene Elemente von Funk und Humor ein und spielte seine Rolle bis zum Äußersten, indem er sich bei den unzähligen Konzerten der Gruppe in das Gewand eines „verrückten Professors“ schlüpfte, notierte Derek Taylor. Während jedes Mitglied des ursprünglichen Quintetts einen entschiedenen und einzigartigen Beitrag zum gesamten akustischen Werk leistete, war der von Lester Bowie der ausgeprägteste und individuellste. notierte Frank Rubolino. Der Trompeter brachte auch einen Hauch von Greifbarkeit in die scheinbar schrägen Klänge, an die die Ohren der 1960er Jahre nicht gewöhnt waren.
Nach seinem Tod im Jahr 1999 fragten sich viele, ob das Ensemble weitermachen und die große Lücke mit einer neuen Stimme füllen oder als Vierergruppe weitermachen würde. Mit Joseph Jarmans Abgang schien Bowies Tod den „Todesstoß für die Gruppe“ zu bedeuten, und die verbleibenden Mitglieder konzentrierten sich mehrere Jahre lang auf Soloprojekte. Vier Jahrzehnte nach der Gründung trat das Art Ensemble of Chicago als Trio auf. Das Album entstand in dieser Besetzung im September 2001 im Studio der Chicago Recording Company mit Roscoe Mitchell (Alt- und Basssaxophon), dem Bassisten Malachi Favors Moghostut und dem Schlagzeuger Famoudou Don Moye.

## Titelliste
- Art Ensemble of Chicago: Tribute to Lester (ECM 1808, ECM Records 017 066-2)[3]

1. Sangaredi (Famoudou Don Moye) 7:42
2. Suite for Lester (Roscoe Mitchell) 5:24
3. Zero / Alternate Line (Lester Bowie, Roscoe Mitchell) 9:16
4. Tutankhamun (Malachi Favors Moghostut) 8:10
5. As Clear as the Sun (Famoudou Don Moye, Malachi Favors Moghostut, Roscoe Mitchell) 12:41
6. He Speaks to Me Often in Dreams (Famoudou Don Moye, Malachi Favors Moghostut, Roscoe Mitchell) 13:52

## Rezeption

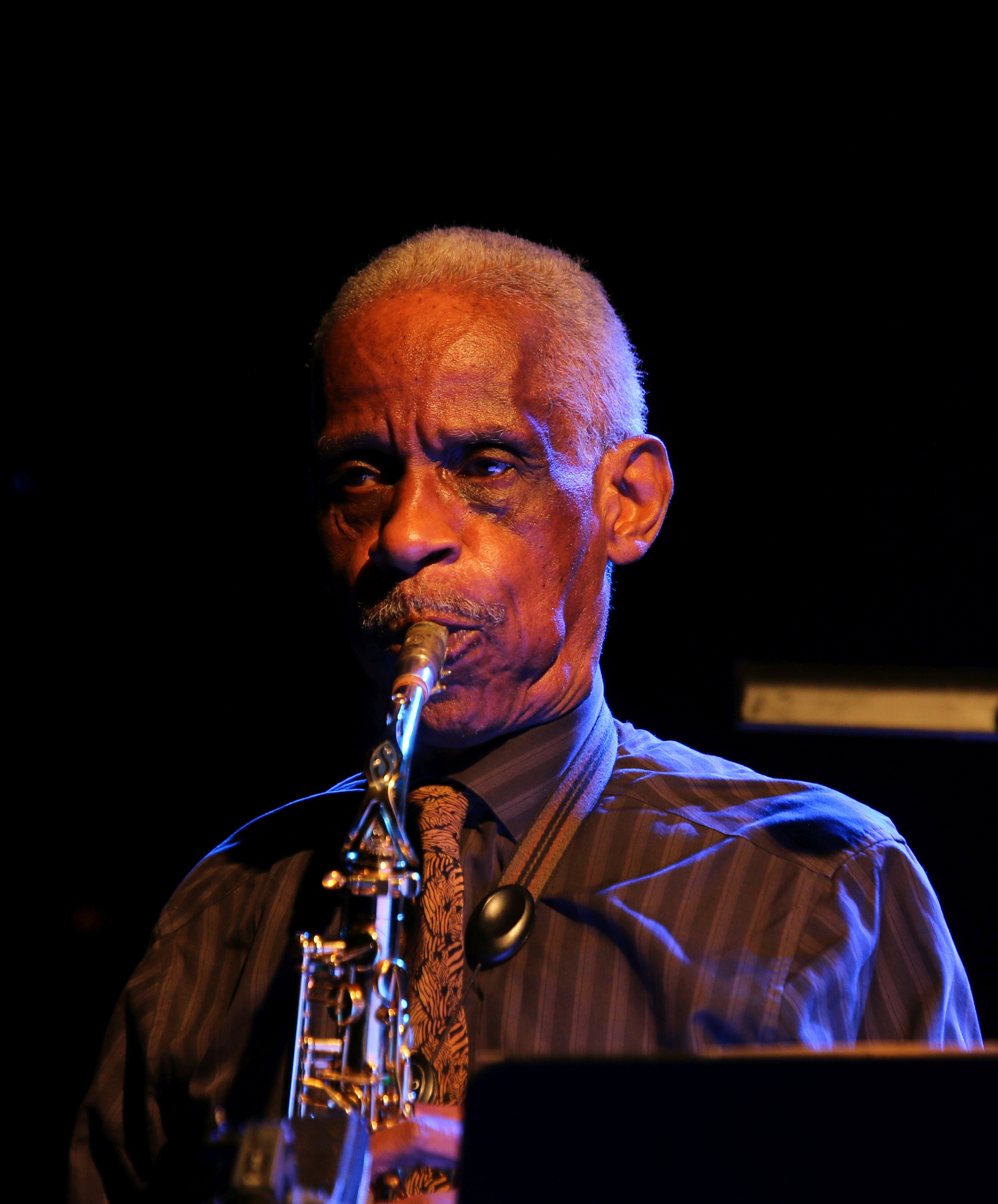
Roscoe Mitchell auf dem Deutschen Jazzfestival 2025

Nach Ansicht von Frank Rubolino, der das Album in All About Jazz rezensierte, sei die Band zwar kleiner geworden, aber ihr lebendiger Klang, ihre originelle Art, rhythmische Passagen mit freier Improvisation zu verbinden, und ihre erstaunliche Musikalität, die einer Fülle unterschiedlicher Instrumente entlockt wird, bleibe gewiss erhalten. Diese Aufnahme sei gewiss keine Retrospektive, vielmehr ein frischer und erfreulicher Blick auf improvisierte Musik im 21. Jahrhundert, dargestellt von erfahrenen Veteranen der Avantgarde, die dabei waren, als alles begann. Tribute to Lester würdige ihre Vergangenheit, aber habe, was noch wichtiger sei, einen scharfen Blick in die Zukunft. Gleichzeitig wird sich von einem Mitglied verabschiedet, das den Geist der Band verkörperte. Es sei „ein lohnendes Hörerlebnis.“
Es sei eine Ironie des Schicksals, dass das langjährige Art Ensemble of Chicago, das durch den Tod des Trompeters Lester Bowie auf ein Trio reduziert wurde, einen so weitreichenden Klang haben kann, hieß es in einer Rezension der Redaktion in All About Jazz. Es würde nicht nur daran liegen, dass diese Musiker jeweils mit mehreren Instrumenten arbeiten oder dass ihre Stücke die Bandbreite von meditativer Musik über Swing bis hin zu Free Bop und der „Wildnis darüber hinaus“ abdecken. Der offensichtliche Frontmann der Gruppe sei hier Roscoe Mitchell, der eine Vielzahl von Blasinstrumenten bedient, am einprägsamsten das Alt- und Basssaxophon. Die Stücke deuten manchmal auf ein Head-Solo-Head-Format hin, aber meist tendiere die Musik zu einer frei fließenden Entwicklung. Im Vergleich zu allem anderen, was diese Gruppe gemacht hat, sei Tribute to Lester ein überragend. Man werde viel von dem Drama, der Farbe und der Spannung vermissen, die Lester Bowie dem Art Ensemble brachte, aber der Rest der Gruppe würde es erstaunlich gut schaffen, wieder zusammenzukommen, ohne in irgendeiner Weise zu versuchen, ihren verstorbenen Kollegen zu ersetzen. Dies hätte ihm sicherlich gefallen.
Richard S. Ginell verlieh dem Album in Allmusic vier Sterne: Es markiere auch die Rückkehr der Gruppe ins ECM-Regal nach 19 Jahren anderswo – und im Gegenzug erhalte die Gruppe den wahrscheinlich atemberaubendsten, präzisesten aufgenommenen Sound ihrer Existenz. Doch trotz des retrospektiven Charakters einiger der Auswahlen gibt es keine offensichtliche Nostalgie oder Kompromisse in der ästhetischen Haltung des AEC, wahrscheinlich weil man vermutet, dass Bowie es so gewollt hätte.

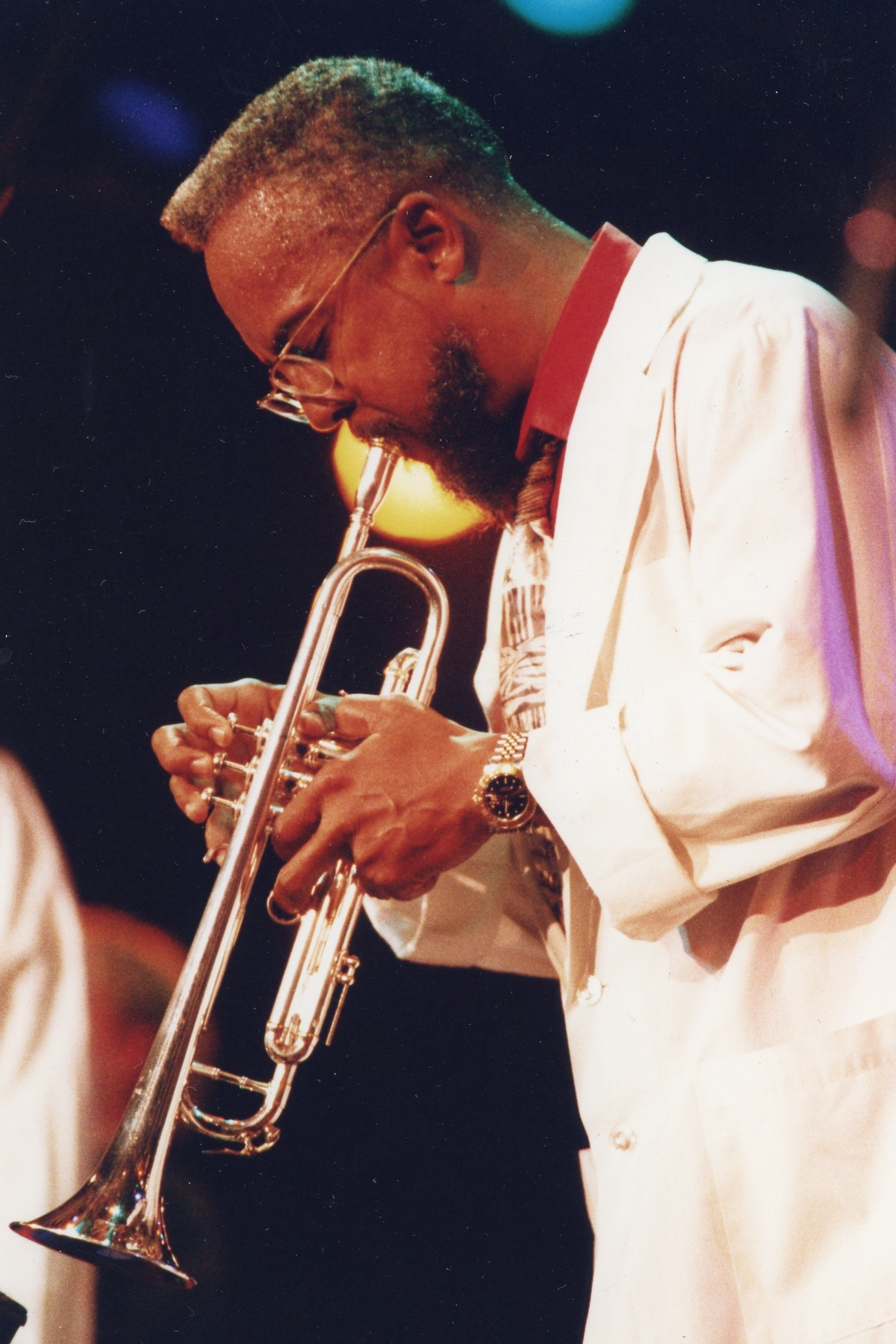
Lester Bowie

„Zero/Alternate Line“ und „Tutankhamun“ seien die besten Beispiele für die neue Zurückhaltung der Gruppe, hieß es in Pop Matters. Diese Stücke würden moderner klingen, wie „urbaner Jazz“. Die Musik sei konzentriert und die Band spiele gemeinsam auf einem buchstäblichen Pfad, anstatt auf ein kosmisches Zentrum zuzusteuern. „Sangaredi“ eröffne das Album und zeige die Stammeswurzeln des Ensembles, indem es mehrere Stränge unkonventioneller Perkussion verwendet, und lasse den Hörer in Atmosphäre und Landschaft eintauchen. Die Klangwechsel in „Suite for Lester“ markierten die vollständige Hommage an Lester: Trauer über die Abwesenheit eines Freundes, Wertschätzung für die gemeinsam verbrachte Zeit und die gemeinsam gemachte Musik und die Feier, dass, insbesondere für die Mystiker, die all diese Jungs sind, eine wahre, dauerhafte Transzendenz beginne, sobald die physische Welt vergehe. Dieser letzte Teil von „Suite for Lester“, die Feiermelodie, werde Ihnen den ganzen Tag im Kopf herumgehen, und dafür werden Sie dankbar sein.
Das lebendige Kapitel über Bowies Beiträge zum Art Ensemble mag im pragmatischen Sinne abgeschlossen sein, aber sein Erbe und sein Einfluss dürften in der reichhaltigen Musik, die er hinterlassen hat, weiterhin gedeihen, meint Derek Taylor in Dusted. Wie die liebevolle Hommage hier beweise, würden seine überlebenden Kameraden immer noch danachspüren und danach handeln. Man kann sich [Bowie,] den Mann in seinem weißen Laborkittel und mit der Brille fast vorstellen, wie er von oben lächelt.